# Шавлія лучна
Шавлі́я лучна (Salvia pratensis) — вид багаторічних трав'янистих квіткових рослин родини глухокропивові (Lamiaceae).

## Опис
Це трав'янистий багаторічник заввишки 30-80 см. Стебла запушені м'якими кучерявими волосками, у верхній частині разом з приквітками і чашечками — залозисто-волосисті. Прикореневі листки довгочерешкові, довгасто-яйцеподібні, зморшкуваті, нерівнозубчасті; стеблові нечисленні, сидячі.
Суцвіття колосоподібне, іноді волотеподібне. Приквітки зелені, коротші від чашечки. Віночок 18-30 мм завдовжки, синьо-фіолетовий, з великою серпоподібно зігнутою верхньою губою. Цвіте із травня по вересень і дає багато нектару. Через довгу чашечку в більшості відвідується джмелями, але можуть відвідувати і бджоли.

## Поширення
Вид природно поширений у Європі, Західній Азії та Північній Африці, південніше 58-ї паралелі. Як інвазійний вид завезений у США. В Україні зустрічається, переважно, у лісових та лісостепових районах. У степовій зоні зустрічається рідко. Росте на сухих луках, лучних степах, серед чагарників, на узліссях і галявинах.